# La Victoria (Aragua)
La Victoria é uma cidade da Venezuela localizada no estado de Aragua. La Victoria é a capital do município de José Félix Ribas.